# Frank Possmann
Frank Possmann (* 26. Juni 1969 in Bad Kreuznach) ist ein deutscher Schriftsteller, der unter dem Pseudonym Benjamin Cook Horrorliteratur in Heftromanen veröffentlicht.
Als Schüler begann Possmann mit dem Schreiben fantastischer Geschichten. Seine Vorbilder gibt er mit Jason Dark und Stephen King an. 2006 erschienen vereinzelte Episoden seiner Serie auf den Seiten des Online-Magazins Geisterspiegel. Seit Oktober 2007 erschienen in der Romantruhe 11 Bände mit bisher 15 Einzelfolgen seiner Gruselserie Alan Demore – Ritter des Lichts. Possmann ist verheiratet und lebt in der Nähe Kölns. 
Am 11. Januar 2013 erschien das erste Hörspiel aus der Reihe Alan Demore – Ritter des Lichts innerhalb der Hörspiel-Reihe Geister-Schocker als Folge 35 mit dem Titel Untot; produziert wurde das Hörspiel von Markus Winter. Weitere Umsetzungen als Hörspiel aus der Serie Alan Demore wurden bereits angekündigt. Ein Crossover mit der beliebten Romanfigur Tony Ballard wurde in Alan Demore, Band 9, Tauchgang ins Grauen veröffentlicht. Cook arbeitet seit 2014 an einer Biografie über die amerikanische Schauspielerin Sharon Tate, die im Sommer 1969 von den Anhängern der Manson Family ermordet wurde.

## Veröffentlichungen
Als Benjamin Cook in der Alan-Demore-Reihe:
- Rückkehr aus dem Totenreich (Band 1). Romantruhe, Kerpen-Türnich 2007.
- Der Folterknecht des Teufels (Band 2). Romantruhe, Kerpen-Türnich 2007.
- Das Kreuz der Qualen (Band 3). Romantruhe, Kerpen-Türnich 2008.
- Immer wenn der Vollmond scheint (Band 4). Romantruhe, Kerpen-Türnich 2008.
- Die Bestie und das Geisterschiff (Band 5). Romantruhe, Kerpen-Türnich 2011.
- Wald der Gehenkten (Band 6). Romantruhe, Kerpen-Türnich 2011
- Pagode des Teufels (Band 7). Romantruhe, Kerpen-Türnich 2011
- Der Schwarm (Band 8). Romantruhe, Kerpen-Türnich 2012
- Tauchgang ins Grauen (Band 9). Romantruhe, Kerpen-Türnich 2013
- Das Leichenschiff (Band 10). Romantruhe, Kerpen-Türnich 2013
- Gefangen in der Knochenburg (Band 11). Romantruhe, Kerpen-Türnich 2013

Als Benjamin Cook in der Geister-Schocker-Hörspielreihe:
- Geister-Schocker Folge 35 "Untot" (Alan Demore Hörspiel Folge 1). Romantruhe, Kerpen Türnich 2013.